# 오모리 다이치
오모리 다이치(일본어: 大森 大地, 2000년 4월 1일~)는 일본의 축구 선수이다.

## 구단 경력
그는 2022년 알비렉스 니가타 싱가포르에 입단했다. 24경기에 출전하여, 1득점을 넣었다. 2023년 J3리그의 카탈레 도야마로 이적했다.